# یونکلییس
یونکلییس (به اسپانیایی: Yunclillos) یک شهرستان در اسپانیا است که در استان تولدو واقع شده‌است.

## خصوصیات
یونکلییس ۳۱ کیلومترمربع مساحت و ۷۰۶ نفر جمعیت دارد و ۵۱۷ متر بالاتر از سطح دریا واقع شده‌است.